# Violette de Bertolon
Viola bertolonii
Pour les articles homonymes, voir Bertoloni.
Espèce
Classification phylogénétique
La Violette de Bertolon (Viola bertolonii) est une espèce de plantes à fleurs de la famille des Violacées présente en Europe.

## Répartition
C'est une plante enédmique d'Europe, avec des aires de répartition très réduites. On la trouve (possiblement) dans le sud-est de la France et dans le nord-ouest de l'Italie. 